# Liquiditätsverordnung
Die Liquiditätsverordnung (LiqV) oder Verordnung über die Liquidität der Institute ist eine Verordnung der Bundesanstalt für Finanzdienstleistungsaufsicht. Sie erlegt Kreditinstituten und Finanzdienstleistungsinstituten bestimmte Verpflichtungen auf, mit denen deren jederzeitige Zahlungsfähigkeit (Liquidität) sichergestellt werden soll.
Die Verordnung beruht auf § 11 KWG und löste zum 1. Januar 2007 den bis dahin gültigen Grundsatz II ab.
Grundgedanke ist, dass ein Institut jederzeit über genügend Zahlungsmittel verfügen muss, um seinen kurzfristigen Zahlungsverpflichtungen nachkommen zu können. Das Institut verfügt laut § 2 LiqV dann über eine ausreichende Liquidität, wenn die innerhalb eines Monats verfügbaren Zahlungsmittel die in dieser Zeit fällig werdenden Zahlungsverpflichtungen nicht unterschreiten.
In den §§ 3 bis 8 LiqV ist definiert, wie die Höhe und Fälligkeit von Zahlungsmitteln und -verpflichtungen für die verschiedenen zahlungswirksamen bilanziellen und außerbilanziellen Geschäftsarten zu bestimmen sind. So wird z. B. davon ausgegangen, dass 10 % der Spareinlagen innerhalb eines Monats abgezogen und damit ausgezahlt werden. Die Regelungen in den §§ 3 bis 7 LiqV folgen denen des bisherigen Grundsatz II.
Neu ist die in § 10 LiqV geschaffene Möglichkeit, anstelle der Vorgaben der §§ 2 bis 8 LiqV eigene Liquiditätsmess- und -steuerungsverfahren anwenden zu können. Die Voraussetzungen für die Eignung eines solchen Modells sind ebenfalls in § 10 LiqV genannt. Die Genehmigung zur Verwendung erteilt die BaFin auf Antrag und nach einer durch Deutsche Bundesbank oder BaFin durchzuführenden Prüfung nach § 44 KWG.
Die LiqV folgt damit der Systematik der Solvabilitätsverordnung. Diese räumt den Instituten die Möglichkeit ein, zum Zwecke der Ermittlung der bankaufsichtlichen Eigenkapitalunterlegung für Marktpreisrisiken, Kreditrisiken und operationellen Risiken ebenfalls statt standardisierter Rechenverfahren auf Antrag, nach Prüfung und Genehmigung eigene Risikosteuerungsmodelle verwenden zu dürfen.